# Pierre Dominique Garnier
Pierre Dominique Garnier (* 19. Dezember 1756 in Marseille, Département Bouches-du-Rhône; † 11. Mai 1827 in Nantes, Département Loire-Atlantique) war ein französischer General der Infanterie.

## Leben und Wirken
1773 trat Garnier als Freiwilliger in die königliche Armee ein; er kam zur Infanterie und blieb dieser Waffengattung Zeit seines Lebens treu. Für einige Zeit war er auf Martinique (Französische Antillen) stationiert und kehrte um 1780 wieder nach Frankreich zurück. 
Zwischen 1784 und 1788 war er an verschiedenen militärischen Standorten in der Île-de-France und hatte dort keinerlei Aussicht auf irgendeine Karriere. Im Frühjahr 1788 verließ Garnier die Armee und versuchte – zurück in seiner Heimatstadt – als Architekt in die Fußstapfen seines Vaters zu treten.
Begeistert von den Ideen der Revolution trat Garnier 1789 in Marsaeille der Garde nationale bei und konnte sich dort auch bald auszeichnen. Mit seinem Bataillon marschierte er nach Paris und erreichte die Hauptstadt am 29. Juli 1792. Garnier nahm u. a. am Tuileriensturm (10. August 1792) teil und wurde dabei verwundet.
Es folgten mehrere Beförderungen und im Rang eines général de brigade schlug Garnier die Gegenrevolution in Nizza nieder. Er kämpfte u. a. am Mont Faron und nahm an der Belagerung von Toulon (September/Dezember 1793) teil.
Nach seiner Beförderung zum général de division (20. Dezember 1793) versetzte ihn Napoleon Bonaparte zur Armée d’Italie, wo er sich u. a. in der Saorgio (24./28. April 1794) wiederum auszeichnen konnte. Im darauffolgenden Jahr kam er zur Armée des Alpes und kämpfe u. a. bei Loano (22. November 1795). 
Anfang des zweiten Koalitionskriegs entsandte ihn Napoleon ins Königreich Neapel (→Parthenopäische Republik), wo Garnier half, die militärische Verwaltung zu organisieren. Später wirkte er auch einige Zeit als Militärgouverneur von Rom. 1801 nahm er seinen Abschied und kehrte nach Paris zurück. 
Als Napoleon seine Invasion nach Spanien und Portugal plante, reaktivierte er mit einer weiteren Beförderung auch Garnier. In Barcelona wirkte Garnier 1811 als Militärgouverneur und im Juli des folgenden Jahres wurde er erneut in den Ruhestand versetzt und konnte in die Heimat zurückkehren.
Als im Sommer 1812 Napoleon seinen Krieg gegen Rußland plante, lehnte Garnier eine Rückkehr in den Generalstab ab. 1813 organisierte er auf Bitten Napoleons den Abzug der französischen Truppen aus Fiume, ohne aber dabei wirklich ein militärisches Amt innezuhaben.
Nach seiner Rückkehr nach Frankreich wurde Garnier auf Halbsold gesetzt. Er nahm an der Schlacht bei Paris (30. März 1814) nicht teil und nach Napoleons Abdikation und dem Vertrag von Fontainebleau (11. April 1814) wurde er zum Parteigänger des Hauses Bourbon. Er unterstützte König Ludwig XVIII. und wurde von diesem offiziell und endgültig am 1. März 1816 in den Ruhestand verabschiedet.
General Pierre Dominique Garnier lehnte politische Ämter ab und zog sich ins Privatleben zurück. Er ließ sich in Nantes nieder und starb dort am 11. Mai 1827.

## Ehrungen
- 5. Oktober 1814 Ordre royal et militaire de Saint-Louis
- 31. Dezember 1814 baron de l’Émpire
- 1815 Kommandeur der Ehrenlegion
- Sein Name findet sich am südlichen Pfeiler (25. Spalte) des Triumphbogens am Place Charles de Gaulle (Paris)